# Victor Davis
Victor Davis (n. 10 februarie 1964, Guelph⁠(d), Ontario, Canada – d. 13 noiembrie 1989, Montréal, provincia Québec, Canada) a fost un înotător ce a reprezentat Canada, medaliat olimpic. A participat la 2 ediții ale Jocurilor Olimpice (1984, 1988) în care a câștigat două medalii de aur și 4 medalii de argint.